# Baha-Fest

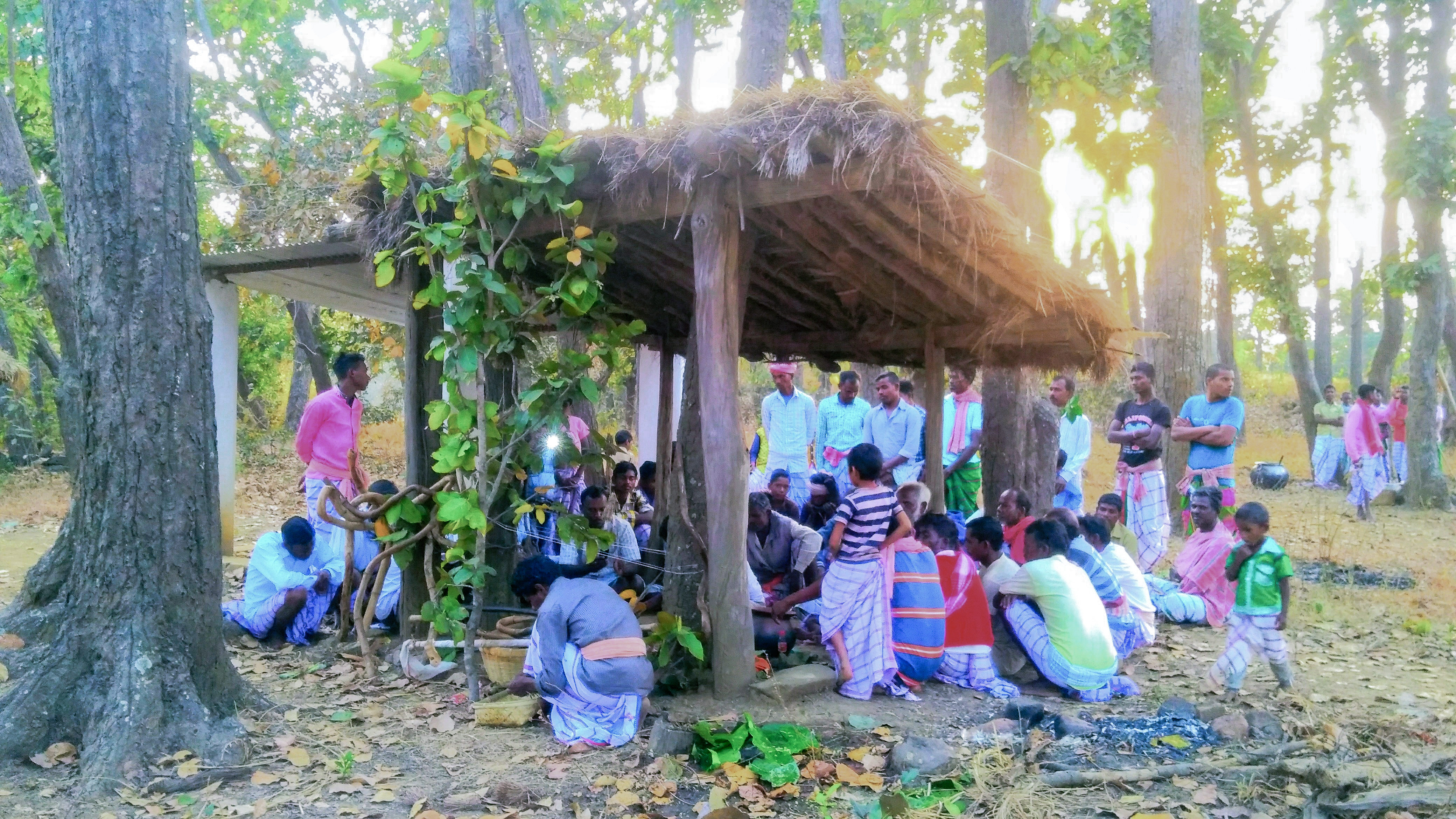
Ein Ort der Anbetung während des Baha-Festes 2018 im Dorf Gondipur, Odisha

Das Baha-Fest ist neben dem Sohrai-Fest, einem Erntefest, eines der bedeutendsten Feste der Santal. Es wird jährlich in allen Gemeinden der Santal gefeiert, der Termin variiert. Einzelne Dörfer und Gemeinden begehen das Fest an unterschiedlichen Tagen zwischen Neumond und Vollmond des Monats Phagun. Der Name des Festes leitet sich von dem Santalwort für Blume, Baha, ab.

## Bedeutung und Festverlauf
Das Baha-Fest hat eine hohe religiöse Bedeutung. Es feiert die Verbindung des Menschen mit der Natur und wird zu Beginn des Frühlings gefeiert. Baha steht im Zusammenhang mit diesem Fest nicht nur für Blumen, sondern im übertragenen Sinn auch für Jungfrauen. Das Ergrünen der Natur im Frühling wird mit einer heiligen Jungfrau gleichgesetzt. Vor diesem Fest ist es bei den Santal nicht üblich, Blüten, Blätter oder eventuelle Früchte von den Bäumen zu pflücken. Zum Fest hingegen schmücken die Frauen und Männer des Volkes sich mit den Blüten des Salbaums. Diese werden von jungen Männern der Dörfer im Wald gesammelt und von einem Priester verteilt. Ein junger Mann, der hinter dem Priester geht, verteilt Wasser aus einem Tonkrug. Weitere Salblüten werden auf den Dächern der Häuser verteilt, was ein Signal dafür ist, dass die eigentlichen Feiern mit Tanz und Alkohol beginnen können. Die Männer tanzen getrennt von den Frauen einen Reihentanz, der sich „Jathur don“ nennt, wobei „don“ für eine springende Fluchtbewegung steht.
Das Fest wird über zwei bis vier Tage hinweg gefeiert. Der Erste Tag wird um maha, übersetzt Badetag, genannt. Der zweite Tag, sardi maha (eigentlich erster Tag) genannt, ist religiösen Ritualen und traditionellem Tanz gewidmet. Während sendra maha, dem dritten Tag des Festes, wird baha dak (Baha-Wasser) verteilt und es findet ein Kulturprogramm statt. Die Jungen des Dorfes gehen auf die Jagd – „sendra maha“ heißt übersetzt Jagdtag. Der letzte Tag des Festes heißt jale maha, Ende des Festes. Der Tag nach dem Baha-Fest wird „baha baskey“ genannt, was in etwa „eine Nacht alt“ heißt. An diesem Tag bespritzen sich manche Dorfbewohner zum Spaß gegenseitig mit Wasser.